# 文化大革命年表
这是一个关于中华人民共和国文化大革命各重要事件的列表，以与文革相关的历史事件为主，同时期其余事件可参见“中华人民共和国历史年表”。

## 前奏
- 1963年5月，“四清运动”在全国范围内展开。
- 1963年9月6日至1964年7月14日，《人民日报》和《红旗》杂志上连续发表九篇评论苏共中央公开信的编辑部文章（九评苏共）。
- 1964年7月，文化革命五人小组根据中共中央主席毛泽东的提议成立。
- 1965年1月，根据毛泽东意见写成的《农村社会主义教育运动中目前提出的一些问题》（《二十三条》）提出，这次运动的重点，是整党内“走资本主义道路的当权派”。
- 1965年11月10日，姚文元于上海《文汇报》发表《评新编历史剧〈海瑞罢官〉》。

## 1966年
- 2月，文化革命五人小组提交《二月提纲》，被作为中央文件下发。
- 3月17日至20日，中共中央政治局常委扩大会议（三月杭州会议）在杭州召开。毛泽东在会上指出，学术界和教育界是资产阶级知识分子掌握实权，并批评了吴晗和翦伯赞等人。
- 5月7日，毛泽东致信林彪。8月1日，《人民日报》摘要公布了这封信，该信后来被称为《五·七指示》。
- 5月16日，中共中央政治局扩大会议发出《五一六通知》，严厉批评《二月提纲》，文化大革命拉开序幕。
- 5月25日，北京大学哲学系党总支书记聂元梓等7人贴出一张大字报《宋硕、陆平、彭珮云在文化革命中究竟干些什么？》，矛头直指中共北大党委和中共北京市委。
- 5月28日，中央文化革命小组成立。
- 5月29日，清华大学附属中学成立全国第一个红卫兵组织。
- 6月1日，《人民日报》发表社论《横扫一切牛鬼蛇神》。
- 6月2日，《人民日报》全文刊载聂元梓等人的大字报，同时发表评论员文章《欢呼北大的一张大字报》。
- 8月1日，毛泽东给清华大学附属中学红卫兵的回信被作为中共八届十一中全会的第二个文件《毛主席给清华附中红卫兵的一封信》下发。
- 8月5日，毛泽东写出《炮打司令部——我的一张大字报》。不点名批评“某些领导同志”在五十多天里“实行资产阶级专政”。
- 8月5日，北京师范大学附属女子中学的红卫兵将时任学校副校长卞仲耘打死，而卞仲耘也成为第一个在北京被打死的教育工作者。
- 8月8日，中共八届十一中全会通过《中国共产党中央委员会关于无产阶级文化大革命的决定》（俗称《十六条》）。
- 8月16日，时任内蒙古第一书记的乌兰夫遭撤职、软禁，成为文革期间重大冤假错案“内人党事件”的开端，至少数十万人受到牵连、数万人死亡。
- 8月18日起，毛泽东、林彪等人在天安門先後八次接見1000萬紅衛兵。
- 8-9月，“红八月”期间，北京红卫兵开始到处“破四旧”，黑五类及其家属等遭到大规模迫害甚至屠杀、至少1772人死亡，这种做法也传到其他地区，大量受害者被批斗致死或自杀。
- 8月24日，知名作家老舍不堪迫害（八二三事件），深夜自沉于北京西北的太平湖。
- 8月30日，中华人民共和国国务院总理周恩来开列了《一份应予保护的干部名单》，经毛泽东批准，被点名保护的人物免遭直接批斗与人身攻击。
- 9月3日，知名翻译家傅雷及夫人受迫害，于家中自缢而亡[1][2]。
- 9月6日，在中央文革小组支持下，“首都三司”成立。
- 11月9日，上海“工总司”宣布成立。10日，北上赴京告状的“工总司”1000名成员，卧轨拦截开往北京的特快列车，造成京沪线中断20小时。13日下午，张春桥在“承认组织合法、承认上京告状是革命行动、告状后果由上海市委负责、曹荻秋公开检查、对工总司提供各方面条件”的五项条件上签字。毛泽东、中央文革小组获悉后迅速同意了这一处理意见。不能组织跨行业的地区性工人群众组织的禁令由此废除。是为“安亭事件”。
- 11月12日，北京举行孙中山先生诞生一百周年纪念大会。
- 12月4日至6日，林彪主持召开中共中央政治局扩大会议。9日，中共中央下达《关于抓革命、促生产的十条规定》（《工业十条》）。15日，中央政治局又通过了《关于农村无产阶级文化大革命的指示（草案）》（《农村十条》）。由此文化大革命迅速蔓延到全国的工矿和农村。
- 12月4日，重庆爆发“一二·四事件”，是文革期间最早的大规模武斗事件之一。
- 12月5日，“联动”正式宣告成立，总部设在北大附中。
- 12月16日，“首都三司”举行了一次控诉“联动”的群众大会，有一万多人参加。
- 12月下旬，上海爆发“康平路事件”，常被认为是文革期间大规模武斗的开端。

## 1967年
- 1月，上海发生“一月风暴”，中共上海市委、上海市人委被夺权，全国夺权运动的序幕拉开。
- 1月23日，中共中央、国务院、中央军委联名发出《关于人民解放军坚决支持革命左派群众的决定》，军队卷入各地文革。
- 1月25日，数十名中国在欧洲的留学生归国参加文革，途中发生“莫斯科红场事件”。
- 1月28日，中央军委发布《中央军委八条命令》。
- 1月，清华大学、北京航空航天大学等校红卫兵捣毁“联动”的“据点”，举办“联动罪行展览”，抓捕139人。4月22日，“联动”成员被释放。
- 1月、2月，谭震林、陈毅、叶剑英、李富春、李先念、徐向前、聂荣臻等与江青、陈伯达、康生、姚文元发生争执，当时被称为二月逆流，后来被称为二月抗争。
- 2月5日，上海人民公社正式成立，后于2月24日改名为上海市革命委员会。
- 2月，武汉、长沙、成都、重庆、青海等地出现支左部队镇压甚至杀戮造反派的问题，如青海二·二三事件、四川的二月镇反。
- 3月16日，中共中央印发《薄一波、刘澜涛、安子文、杨献珍等自首叛变材料的批示》和附件，把中共中央曾批准的自首出狱重新定为“自首叛变”，即“六十一人叛徒集团案”。
- 4月6日，中央军委发出《中央军委十条命令》，《军委十条》在执行上与《中央军委八条命令》存在矛盾，因此产生新的问题。
- 4月12日，江青在军委扩大会议上发表经毛泽东审阅的讲话《为人民立新功》。
- 6月初，重庆大武斗拉开序幕，各方估计死亡人数从数百、数千甚者上万人不等。
- 6月6日，针对当时“打砸抢抄抓”的现象，中共中央、国务院、中央军委、中央文革小组颁布《六·六通令》。
- 7月3日，北京举行“午门抗缅大会”，抗议此前中国驻缅甸使馆遇袭事件。
- 7月6日，四川“泸州武斗事件”开始，持续近4年，造成数千人死亡。
- 7月20日，武汉发生七·二〇事件。
- 7月22日，江青重申“文攻武卫”，次日该口号登在《文汇报》上，之后全国武斗急剧升级，中国大陆进入全面内战[3]。
- 8月4日，工总司等组织砸上柴联司。
- 8月7日，谢富治在公安部全体人员大会上公开提出“砸烂公检法”。
- 8月9日，北京发生红卫兵焚毁蒙古驻华大使专车事件。
- 8月11日，广东省文革期间发生“广州吊劳改犯事件”，持续约1周，近两百人丧生。
- 8月13日，湖南省文革期间爆发“道县大屠杀”，持续约2个多月，9000余人死亡。
- 8月22日，红卫兵火烧英国代办处，殴打英国驻华代办柯利达，引发国际争端，周恩来向英方道歉。
- 8月26日，广东省文革期间发生“反彭湃烈士事件”，造成上百人丧生。
- 8月26日晚，中央文革小组成员王力、关锋被隔离审查。1968年1月，中央文革小组成员戚本禹和王力、关锋一起被关入秦城监狱。此即“王、关、戚事件”。
- 8月底，宁夏发生“青铜峡事件”，上百人丧生。
- 9月起，广东省阳春县开始发生屠杀事件，成为文革期间“阳江大屠杀”的开端，数千人死亡。
- 10月1日，中国与印度爆发边境冲突，中国从锡金撤离。
- 10月14日，中共中央、国务院、中央军委、中央文革小组联合发布《关于大、中、小学校复课闹革命的通知》，要求学生返校复课，学校恢复招生，“边上课边闹革命”。
- 10月27日，九·三〇事件全面爆发，中国与印度尼西亚断交并从印尼撤侨。
- 11月6日，“两报一刊”（《人民日报》、《解放军报》、《红旗》杂志）联合发表编辑部文章《沿着十月社会主义革命开辟的道路前进》，首次把毛泽东发动文革的论点概括为无产阶级专政下继续革命的理论的六个要点。

## 1968年
- 1月，时任云南省委书记赵健民被康生等人打成“国民党特务”，遭拘留、逮捕，引发重大冤假错案“赵健民云南特务案”，上百万人受牵连、1.7万余人死亡。
- 1月，云南文革期间发生“滇西挺进纵队案”，数百人丧生。
- 3月，杨、余、傅事件。
- 4月，时任广州军区司令员黄永胜内定广西的“4·22”群众组织为反动组织、开始镇压，广西文革屠杀逐渐升级，共造成10-15万人死亡，并发生人吃人事件[4][5]。
- 4月23日，清华大学百日大武斗开始。
- 5月25日，全国性的“清理阶级队伍”开始，数千万人被批斗，据估计至少有数十万人死亡[6][7]。
- 6月8日，“两弹一星元勋”姚桐斌被暴民殴打致死。
- 7月，针对广西和陕西等地的武斗事件，中共中央、国务院、中央军委、中央文革发出《七·三布告》、《七·二四布告》。
- 7-10月间，广东省文革期间的集体屠杀事件达到高峰。
- 7月27日，毛泽东派一支三万多人（8月初减少至5147人）组成的工人、解放军毛泽东思想宣传队（工、军宣队）进驻清华，团派蒯大富公然与工、军宣队对抗，用长矛、手榴弹、步枪等袭击无武器的工宣队工人，导致5名工人被杀，731位工人受伤。是为“七·二七事件”。
- 7月28日凌晨，毛泽东召见北京红卫兵造反派“五大领袖”蒯大富、聂元梓、韩爱晶、谭厚兰、王大宾，批评他们的行为。
- 7月底开始，毛泽东思想宣传队开始进驻各学校和机关团体。
- 8月4日，湖南省发生“邵阳县大屠杀”，持续数周，近千人丧生。
- 8月5日，毛泽东将来访的巴基斯坦外交部长赠送的一篮芒果转送给了进驻清华大学的工宣队，引发了此后全国性的“芒果崇拜”。
- 8月，海南（文革期间隶属广东省）发生“儋县大屠杀”，700余人死亡。
- 9月，全国各省、直辖市、自治区都建立了党政合一的革命委员会。
- 9月23日，江西省瑞金等地发生“瑞金大屠杀”，持续至10月初，上千人死亡。
- 9月30日，南京长江大桥建成通车，此前受文革影响，建桥职工分成两派互相武斗，大桥工地陷于瘫痪，南京军区司令员许世友派部队入驻工地，调解两派矛盾并参加施工，大桥建设得以继续进行。
- 10月13日至31日，中共八届十二中全会召开，國家主席刘少奇被定为“叛徒、内奸、工贼”，被撤销党内外一切职务、开除出中国共产党，而邓小平被撤销职务、下放江西。
- 10月26日，“两弹一星元勋”赵九章自杀身亡。
- 12月5日，“两弹一星元勋”郭永怀在空难中丧生。
- 12月10日，《義勇軍進行曲》填詞人田漢被迫害致死。
- 12月22日，大规模“上山下乡运动”开始，1600多万青年人赴乡下劳动。
- 12月28日，知名学者翦伯赞及夫人受迫害，自杀身亡[8]。

## 1969年
- 3月起，西藏尼木地区发生暴动，波及多个地区，即尼木事件。
- 中苏于珍宝岛爆发激烈武装冲突，即珍寶島事件（另见中苏边界冲突、中苏交恶）。
- 4月1日至29日，中国共产党第九次全国代表大会在北京召开，通过新的《中國共產黨章程》。中共中央副主席林彪被寫入《中國共產黨章程》，正式成為毛澤東的接班人。中央文革小组在九大后解散，其最后五名成员均在九大后进入政治局。
- 6月9日，十大元帥之一賀龍被迫害至死，追悼會上，周恩來連續七躹躬。1974年贺龙被平反。
- 7月，超强台风维奥娜造成1554人死亡，中国大陆又称“七二八风灾”或“牛田洋风灾”。
- 9月，苏联部长会议主席柯西金在参加越南劳动党主席胡志明葬礼途中过境中国北京，与周恩来会谈，缓解了中苏冲突。
- 10月11日，知名学者吴晗（原北京市政协副主席）受迫害在狱中去世，他因编写《海瑞罢官》一剧而在文革期间受迫害。
- 11月12日，第2任中国国家主席劉少奇于河南开封病重死亡，文革期间遭严重迫害，1980年获全面平反。
- 11月30日，原政治局常委陶铸病逝，文革期间遭迫害，死前和死后家人都未被允许探视。

## 1970年
- 1月起，全国性“一打三反运动”展开，大量人口遭到直接逮捕、判刑和枪杀[9][10]。
- 3月27日，中共中央发出《关于清查“五一六”反革命阴谋集团的通知》，清查“五·一六反革命集团”运动大规模展开，数以百万计的人遭到迫害[11]。
- 6月27日，开始采用工农兵大学生推荐制。[12]
- 8月23日至9月6日，中共九届二中全会在江西庐山召开，会上就国家主席职务存废等问题，林彪集团与江青等人发生激烈冲突。中共中央政治局常委、中央文革小组组长陈伯达在中共九届二中全会闭幕会议上被隔离审查。
- 11月10日至15日，巴基斯坦总统叶海亚·汗访问中国，向周恩来转达了美国总统尼克松的口信。
- 12月22日，华北会议在北京召开，会议决定改组北京军区，免去郑维山北京军区司令员和李雪峰政治委员的职务，由谢富治兼任北京军区司令员，纪登奎、吴德兼任政治委员。

## 1971年
- 乒乓外交，中美关系逐渐转暖。
- 4月—7月，全国教育工作会议召开，提出“两个估计”，全国大学开始通过推荐的方式招收工农兵学员[13]。
- 7月9日，时任美国国家安全事务助理亨利·艾尔弗雷德·基辛格秘密访华。
- 9月13日，林彪與妻子葉群等九人在蒙古人民共和国墜機身亡，即九一三事件。
- 10月25日，联合国大会第26届会议上，通过联合国大会2758号决议，中华人民共和国取代中华民国成为联合国五大常任理事国之一。
- 10月27日，原中华人民共和国主席办公厅主任张经武死于秦城监狱，文革期间遭严重迫害，1979年获平反。
- 12月，开始发掘长沙马王堆汉墓。

## 1972年
- 1月6日，十大元帥之一陳毅去世，毛泽东出席葬礼，并表示邓小平是“人民内部矛盾”。
- 2月21日，时任美国总统理查德·米尔豪斯·尼克松正式访问中国大陆。
- 2月28日，中华人民共和国与美国共同发表《中美联合公报》。
- 9月25日，日本首相田中角荣和外相大平正芳访问中国， 9月29日中华人民共和国与日本建交，两国关系恢复正常化。
- 10月，北京发生王府井“围攻外宾事件”。
- 11月，台风柏美娜在广东省西部湛江地区登陆，造成至少480人死亡、上千人受伤。
- 12月10日，文革期间遭迫害的原国务院副总理邓子恢逝世，1981年获平反。

## 1973年
- 3月10日，邓小平复出，恢复中共政治局委员、国务院副总理职务，开始出现在众多外交场合。
- 4月，青年数学家陈景润的情况被写成新华社内参，受到江青、毛泽东批示。
- 7月、8月，“白卷英雄”张铁生被广为报道，1973年的文化考试很快作废。
- 8月24日至28日，中共十大在北京召開。王洪文成为中共中央副主席。
- 12月，八大军区司令员对调。
- 12月，黄帅事件。
- 12月，第一次全国计划生育汇报会上，提出了“晚、稀、少”的计划生育政策[14]。

## 1974年
- 1月2日，姚文元在上海严厉批判《中国画》画册，这被认为是 “黑画”事件的正式开端。
- 1月18日，中共中央转发《林彪与孔孟之道》，批林批孔運動開始。
- 1月25日，原中国共产党中央书记处书记、原外交部副部长王稼祥逝世，文革期间遭到迫害，1979年获平反。
- 3月29日，陕西临潼县村民在打井过程中发现碎片，导致秦始皇兵马俑的出土。
- 4月6日至19日，邓小平率中国代表团出席联合国大会第六届特别会议。
- 5月11日，云南昭通地区发生“大关地震”，造成1,641至20,000人死亡。
- 7月1日，中共中央发出《关于抓革命、促生产的通知》。批林批孔运动偃旗息鼓。
- 8月1日，中国首艘第一代攻击型核潜艇09I型核潜艇服役。
- 11月29日，原国务院副总理、原中华人民共和国国防部部长、十大元帅之一彭德怀逝世，文革期间遭迫害，1978年12月获平反。

## 1975年
- 1月9日，原中央政治局常委、国务院副总理李富春去世，文革期间参与“二月逆流”，后遭迫害。
- 1月13日至1月17日，中華人民共和國第四屆全國人民代表大會第一次會議在北京召開，会议通过新的《中华人民共和国宪法》，邓小平开始推动1975年整顿。
- 2月，“学习无产阶级专政理论运动”发起。
- 3月1日，姚文元发表《论林彪反党集团的社会基础》。
- 3月19日，全部在押的战争罪犯特赦释放。
- 4月1日，张春桥发表《论对资产阶级的全面专政》。
- 6月21日，毛泽东在北京接见了柬埔寨“红色高棉”领导人波尔布特等人。
- 7月底，云南省回族民众聚居区爆发沙甸事件，后被武力镇压、约1600人死亡。1979年2月，该事件获平反。
- 8月4日，廣東順德八四海難，432人死於珠江。
- 8月8日，河南“75·8”水库溃坝，大躍進時期修的水库排洪設計失當，在颱風大雨下溃坝。最初官方數據8.56万人死亡，後來統計2.6萬至20餘萬不等，上千万人受灾。
- 8月，评《水浒》运动开始。
- 11月下旬，专门召开的“打招呼会议”上，邓小平宣读了毛泽东审阅批准的《打招呼的讲话要点》，文章称：“清华大学出现的问题绝不是孤立的，是当前两个阶级、两条道路、两条路线斗争的反映。这是一股右倾翻案风。”11月26日，中共中央下发《打招呼的讲话要点》，各地开始开展学习，发动反击右倾翻案风运动。
- 12月1日至5日，美国总统杰拉尔德·福特访华，在北京与毛泽东、邓小平会面。

## 1976年
- 1月8日，周恩来逝世，随后由华国锋出任代总理。
- 2月25日，华国锋主持召开各地方、军区一把手会议，亦称“第二次打招呼会议”，传达《毛主席重要指示》，指出：根据毛泽东的指示，开展对邓小平的点名批评。此后，全国各家媒体纷纷发表社论和文章，全面否定邓小平1975年以来实行的各项措施，将邓小平定为“不肯改悔的党内最大的走资派”。反击右倾翻案风运动演变为批邓、反击右倾翻案风运动。
- 4月5日，四五天安门事件爆发，中共中央认为这是一场“反革命事件”，决定“撤销邓小平党内外一切职务，保留党籍，以观后效”，并任命华国锋为中共中央第一副主席、国务院总理。
- 7月1日，原中共中央总书记张闻天逝世，文革期间遭到批斗和迫害。
- 7月6日，全国人大常委会委员长朱德去世。
- 7月28日，河北省唐山市發生唐山大地震，25万人死亡，16.4万人重伤。
- 9月9日，毛泽东逝世。
- 10月6日，怀仁堂政变，四人帮（指江青、王洪文、張春橋及姚文元四人）被捕。此后，在全国范围内开展了揭发批判林彪、“四人帮”的罪行、清查文革中与林彪、“四人帮”有牵连的人和事的运动，即揭批查运动。
- 10月7日，中共中央第一副主席、国务院总理华国锋出任中共中央主席和中共中央军委主席，正式成为中国最高领导人。

## 后续
- 1977年7月，中共十届三中全会上，永遠開除四人幫的黨籍，而鄧小平則恢復撤職前的一切黨政軍職務，包括中共中央副主席、國務院副總理、中共中央軍委副主席兼解放軍總參謀長。
- 8月12日至18日，中国共产党第十一次全国代表大会在北京召开。
- 7月17日，中共十届三中全会通过《关于恢复邓小平同志职务的决议》，邓小平恢复中共中央副主席、国务院副总理、中共中央军委副主席等职务。
- 8月至9月，南斯拉夫总统、南斯拉夫共产主义者联盟主席铁托访问中国。
- 9月19日，邓小平在与教育部负责人谈话时，首次提出要进行“拨乱反正”。
- 12月10日，文革后举行第一次普通高等学校招生全国统一考试。
- 1978年11月21日，四五天安门事件平反。
- 11月，北京西单民主墙上开始出现已被查禁的《中国青年》，出现要民主、言论自由、反专制等呼声。魏京生张贴了文章《第五个现代化》。
- 11月10日到12月15日，中央工作会议，会上华国锋受到批判并失去最高权力，邓小平成为实际上的最高领导人。会后召开中共十一届三中全会。
- 1980年2月，中共十一屆五中全會為劉少奇平反，恢復「黨和國家領導人之一」的名譽。
- 1980年11月20日，四人幫公開受審，1981年，江青和張春橋被判死刑，緩刑兩年執行，其後被減刑為無期徒刑。其他人則分別被判為無期徒刑或有期徒刑。
- 1981年6月27日，中共十一届六中全会通過《关于建国以来党的若干历史问题的决议》，正式否定文化大革命，將文革定性為「領導者錯誤發動，被反動集團利用，給黨、國家和各族人民帶來嚴重災難的內亂」，並指出毛澤東應為「這一全局性的、長時間的左傾嚴重錯誤」負主要責任。
- 1982年12月30日，中共中央发出《关于清理领导班子中“三种人”问题的通知》，提出要清理追随林彪、江青反革命集团造反起家的人、帮派思想严重的人、打砸抢分子这“三种人”。清理三种人开始。